# 角紳太郎
角 紳太郎（すみ しんたろう、2007年7月26日 - ）は、日本のアイドル、俳優。関西ジュニア内男性アイドルグループ・Boys beのリーダー。
京都府出身。STARTO ENTERTAINMENT所属。

## 来歴
2018年2月24日に大阪城ホールで開催された『ジャニーズJr.祭り 2018』の公開オーディションを受け、10歳でジャニーズ事務所に入所。入所日は2018年2月25日とされている。
2020年11月21日、関西ジャニーズJr.内グループBoys beのメンバーに選ばれる。後日、関西ジャニーズJr.のプロデューサーである大倉忠義に任命され、同グループのリーダーに就任した。
2023年7月より、KBS京都ラジオにて自身初のソロ冠ラジオ『Boys be 角紳太郎のキョーミシンシン!!』が放送開始となる。

## 人物
特技は一発ギャグ。夢は「みんなを笑顔にすること」。
尊敬する先輩は、なにわ男子の藤原丈一郎。

## 出演
グループでの出演はジャニーズJr.#Boys beを参照。個人での出演のみ記載。

### テレビドラマ
- 大江戸グレートジャーニー 〜ザ・お伊勢参り〜（2020年6月6日 - 7月11日、WOWOW） - 辰五郎〈幼少期〉 役[9][10]
- 年下彼氏2 episode15「告白はくりかえす」（2024年12月8日、朝日放送テレビ） - 主演・コウヘイ 役[11][12]

### テレビ番組
- おはよう朝日です「大晴＆紳太郎のおはっちゃけ！」（2021年10月18日[13] - 、朝日放送テレビ） - コーナー出演
- まいど!ジャーニィ〜 （2023年3月12日[要出典] - 、BSフジ） - レギュラー[14]
- 24時間テレビ48 愛は地球を救う（2025年8月30日・31日〈予定〉、日本テレビ） - ytvサポーター[15]

### ラジオ番組
- Boys be 角紳太郎のキョーミシンシン!!（2023年7月13日 - 、KBS京都ラジオ）[16][17]

### 舞台
- もしも塾 福岡公演（2023年4月19日、キャナルシティ劇場）[18]